# Locqueltas
Locqueltas település Franciaországban, Morbihan megyében. Lakosainak száma 1980 fő (2022. január 1.). Locqueltas Colpo, Saint-Jean-Brévelay, Plaudren, Monterblanc, Saint-Avé, Meucon és Locmaria-Grand-Champ községekkel határos.

## Népesség
A település népességének változása:
| Lakosok száma | 744  | 1056 | 1128 | 1484 | 1646 | 1637 | 1758 | 1885 | 1919 | 1980 |
|               | 1968 | 1982 | 1990 | 2006 | 2013 | 2015 | 2017 | 2019 | 2020 | 2022 |